# Брузнік
Брузнік (рум. Bruznic) — село у повіті Арад в Румунії. Входить до складу комуни Усусеу.
Село розташоване на відстані 371 км на північний захід від Бухареста, 48 км на південний схід від Арада, 56 км на північний схід від Тімішоари.

## Населення
За даними перепису населення 2002 року у селі проживали 175 осіб.
Національний склад населення села:
| Національність | Кількість осіб | Відсоток |
| -------------- | -------------- | -------- |
| румуни         | 162            | 92,6%    |
| українці       | 12             | 6,9%     |

Рідною мовою назвали:
| Мова       | Кількість осіб | Відсоток |
| ---------- | -------------- | -------- |
| румунська  | 162            | 92,6%    |
| українська | 12             | 6,9%     |